# Nickkismossa
Nickkismossa (Mielichhoferia elongata) är en bladmossart som beskrevs av Christian Gottfried Daniel Nees von Esenbeck och Hornschuch 1831. Nickkismossa ingår i släktet kismossor, och familjen Bryaceae. Enligt den finländska rödlistan är arten akut hotad i Finland. Enligt den svenska rödlistan är arten sårbar i Sverige. Arten förekommer i Nedre Norrland och Övre Norrland. Artens livsmiljö är fjällklippor, block- och stenmarker. Inga underarter finns listade i Catalogue of Life.